# Михайловский (Верхнедонской район)
Миха́йловский — хутор в Верхнедонском районе Ростовской области.
Входит в состав Верхняковского сельского поселения.

## Население
| 1989 | 2002 | 2010 |
| ---- | ---- | ---- |
| 290  | ↘245 | ↘214 |

## Улицы
На хуторе имеется одна улица: Степная.